# Nicolas Heini
Nicolas Heini (* 17. November 1999 in Zürich) ist ein Schweizer Schauspieler.

## Karriere

### Kino
Nicolas Heini war im August 2015 im Schweizer Coming-of-Age-Film Amateur Teens in der Rolle des Dave ein erstes Mal auf der Kinoleinwand zu sehen.
Der Kurzfilm La Femme et le TGV mit Jane Birkin, in dem Nicolas Heini eine kleine Rolle hatte, befindet sich auf der offiziellen Shortlist für die Oscarverleihung 2017.
Heini ist zudem an Dreharbeiten für das Jurassic-Parc-Projekt Island Survival und dem deutschen Science-Fiction-Film Violent Starr involviert.

### Fernsehen
Nicolas Heini war in der Schweizer Fernsehshow Happy Day, produziert vom SRF, in mehreren Rückblicken zu sehen und fungierte als Werbefigur für Swisscom und Disney.

## Filmografie
- 2015: Amateur Teens
- 2016: La Femme et le TGV (Kurzfilm)
- 2016: Doppelspur (Kurzfilm)